# Большемокринский сельсовет
Большемо́кринский сельсовет — упразднённое сельское поселение в составе Кстовского района Нижегородской области России.
Административный центр — село Большое Мокрое.
Законом Нижегородской области от 10 декабря 2021 года № 137-З к 23 декабря того же года муниципальный район был преобразован в муниципальный округ, сельское поселение упразднено.

## История
Статус и границы сельского поселения установлены Законом Нижегородской области от 15 июня 2004 года № 60-З «О наделении муниципальных образований — городов, рабочих посёлков и сельсоветов Нижегородской области статусом городского, сельского поселения».

## Население
| 2002  | 2010  | 2012  | 2013  | 2014  | 2015  | 2016  |
| ----- | ----- | ----- | ----- | ----- | ----- | ----- |
| 2508  | ↘2413 | ↗2555 | ↗2646 | ↗2689 | ↗2761 | ↗2922 |
| 2017  | 2018  | 2019  | 2020  | 2021  |       |       |
| ↗3036 | ↗3113 | ↗3190 | ↗3241 | ↗4021 |       |       |

## Состав сельского поселения
| № | Населённый пункт | Тип населённого пункта       | Население |
| - | ---------------- | ---------------------------- | --------- |
| 1 | Большое Мокрое   | село, административный центр | ↘1553     |
| 2 | Елховка          | село                         | ↘19       |
| 3 | Зелецино         | деревня                      | ↗382      |
| 4 | Кривая Шёлокша   | деревня                      | ↘28       |
| 5 | Новая Деревня    | деревня                      | ↗132      |
| 6 | Новая Пунерь     | деревня                      | ↘2        |
| 7 | Новые Ключищи    | село                         | ↘156      |
| 8 | Семеть           | село                         | ↘55       |
| 9 | Чаглава          | деревня                      | ↗86       |